# اندیس آنومالی گل تپه
آنومالی گل تپه یک اندیس چندفلزی است که در حوالی شهر زنجان استان زنجان قرار دارد و مادهٔ معدنی موجود در آن، طلا است.  در این اندیس، پاراژنز‌های سینابر، شئلیت و طلا یافت می‌شوند.